# Austrognatharia strunki
Austrognatharia strunki är en djurart som tillhör fylumet käkmaskar, och som beskrevs av Farris 1973. Austrognatharia strunki ingår i släktet Austrognatharia och familjen Austrognathiidae. Inga underarter finns listade i Catalogue of Life.